# Leo Greiml
Leo Greiml (Horn, 3 juli 2001) is een Oostenrijks voetballer, die doorgaans speelt als centrale verdediger. Hij verruilde in 2024 FC Schalke 04 voor NAC Breda.

## Clubcarrière

### Rapid Wien
Greiml is een jeugdspeler van SV Horn, Sankt Pölten en Rapid Wien. Bij die laatste maakte hij in mei 2019 zijn debuut in het eerste elftal. In de thuiswedstrijd tegen Sturm Graz kwam hij na 27 minuten Mario Sonnleitner vervangen die met een blessure het veld diende te verlaten. De wedstrijd werd met 1–2 verloren. Vanaf juni 2020 werd Greiml vaste basisspeler bij Rapid. Hij speelde mee in een kwalificatiereeks voor de UEFA Champions League tegen NK Lokomotiva Zagreb (1-0) en KAA Gent (1-2). Door het verlies tegen Gent plaatste Rapid zich niet voor de groepsfase.
In het seizoen 2021/22 deed Rapid mee in de UEFA Europa League. Greiml kwam in actie tegen KRC Genk, West Ham United en GNK Dinamo Zagreb, maar raakte later geblesseerd. Door die blessure, opgelopen in oktober 2021, zou Greiml geen wedstrijden meer spelen voor Rapid.

### Schalke 04
Medio 2022 maakte Greiml de overstap naar FC Schalke 04, dat uitkwam in de Bundesliga. Hij debuteerde op 10 september 2022, tegen VfL Bochum (3-1). Hij mocht een paar minuten voor tijd invallen voor Tom Krauß. Hij speelde dat seizoen zeven wedstrijden in de Bundesliga. Aan het einde van het seizoen 2022/23 degradeerde naar de 2. Bundesliga. Greiml raakte in de zomer van 2023 geblesseerd en kwam niet meer in actie.

### NAC Breda
In de zomer van 2024 stapte Greiml over naar NAC Breda in de Eredivisie. Hij debuteerde in de eerste speelronde tegen FC Groningen (0-0). Hij was meteen vaste basisspeler voor de Bredase ploeg. Hij scoorde zijn eerste doelpunt op 26 oktober tegen RKC Waalwijk.

## Clubstatistieken
| Seizoen | Club          | Competitie    | Competitie | Competitie | Beker | Beker | Internationaal | Internationaal | Totaal | Totaal |
| Seizoen | Club          | Competitie    | Wed.       | Dlp.       | Wed.  | Dlp.  | Wed.           | Dlp.           | Wed.   | Dlp.   |
| ------- | ------------- | ------------- | ---------- | ---------- | ----- | ----- | -------------- | -------------- | ------ | ------ |
| 2018/19 | Rapid Wien    | Bundesliga    | 1          | 0          | 0     | 0     | –              | –              | 1      | 0      |
| 2019/20 | Rapid Wien    | Bundesliga    | 9          | 0          | 0     | 0     | –              | –              | 9      | 0      |
| 2020/21 | Rapid Wien    | Bundesliga    | 21         | 0          | 2     | 0     | 4              | 0              | 27     | 0      |
| 2021/22 | Rapid Wien    | Bundesliga    | 11         | 0          | 1     | 0     | 8              | 1              | 20     | 1      |
| 2022/23 | FC Schalke 04 | Bundesliga    | 7          | 0          | 0     | 0     | 0              | 0              | 7      | 0      |
| 2023/24 | FC Schalke 04 | 2. Bundesliga | 0          | 0          | 0     | 0     | 0              | 0              | 0      | 0      |
| 2024/25 | NAC Breda     | Eredivisie    | 23         | 2          | 1     | 0     | 0              | 0              | 18     | 2      |
| Totaal  | Totaal        | Totaal        | 72         | 2          | 4     | 0     | 12             | 0              | 88     | 2      |

Bijgewerkt op 8 maart 2025.

## Interlandcarrière
Greiml is een Oostenrijks jeugdinternational.